# Szatmári-síkság

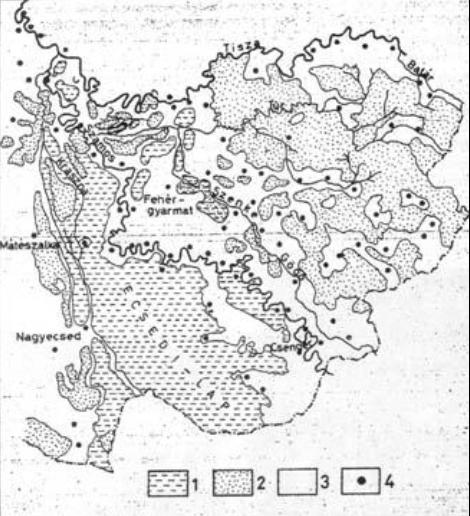
A Szatmári-síkság a 18. században. (Az I. katonai felmérés alapján.) Jelmagyarázat: l = láp, mocsár;2= erdő; 3= rét, legelő és szántó; 4=település

A Szatmári-síkság vagy Szamos-síkság (románul Câmpia Someșului) Magyarországon és Romániában található tájegység. Nyugaton (Magyarországon) a Nyírség peremvidékéig, illetve a Kraszna csatornától a Tisza vonaláig terjed, keleten és délen, Románia területén az Avas-hegység, Kőhát-hegység, Gutin-hegység, valamint a Szilágyság nyugati szélén fekvő Bükk-hegység nyúlványai határolják.

## Domborzat
A Szatmári síkság felszíne sík, folyókkal szabdalt, geomorfológiailag tökéletes síkságnak mondható. Magasságkülönbsége a legmagasabb és legalacsonyabb pontja között csekély, vagyis még 15 métert sem tesz ki.

## Keletkezése
Felszínét a Tisza, Szamos, Túr, s kisebb folyók holocén időszaki mederváltozásai, üledékfelhalmozásai alakították. Az itteni folyók okozta árvizek hordalékterítése nyomán folyóhátak épültek, 1-3,5 méter magasságú hordalékkúpokkal, mint például Szamoshát, Erdőhát, Túrhát, Tiszahát. Ezek a folyóhátak váltak  alkalmassá a későbbiekben az ember itteni megtelepedésére, s mezőgazdasági, szántóföldi művelésre. A folyóhátakat megszakító lejtők pedig levezették a folyók árvizeit az ártéri síkságok alacsonyabban fekvő részeire.

## Története
A Tisza és annak bal parti mellékfolyói a folyószabályozások előtt gyakran elöntötték az ártéri síkság alacsonyabban fekvő részeit, sokszor az áradások egymást érték, amihez nagyban hozzájárult az is, hogy ezen a tájon
a Kárpátok közelsége miatt a csapadék mennyisége is magasabb az országos átlagnál. A sok áradás és csapadék miatt a síkság mélyebben fekvő, lefolyástalan részein olyan nagy kiterjedésű lápok és mocsarak alakultak ki, mint például az Ecsedi-láp volt lecsapolása előtt.
A 19. század nagy folyószabályozásai (Tisza, Szamos, Túr, Kraszna), belvízelvezetései, láplecsapolásai (Ecsedi-láp) szinte teljesen megváltoztatták a tájat: az Ecsedi-láp vizét a Kraszna és a környező lecsapoló csatornák a Tiszába vezették, a folyókat szűk árvízvédelmi töltések közé szorították.
A Szatmári-síkság egyik sajátossága, hogy a peremvidékektől kiindulva a középső részek felé mélyül, s így éppen a Tisza és Szamos találkozásánál a legmélyebb. Ez okozza a vizek gyors lefutását, de ugyanakkor a torkolatnál, a Tisza-Szamos találkozásánál a torlódást, egymás visszaduzzasztását is. Erre volt példa az 1970-es nagy árvíz is, amikor a Kárpátokban egyszerre lehullott nagy mennyiségű csapadék a három itteni folyón, a Tiszán, Szamoson és Túron egyszerre okozott nagyméretű árhullámot, s ezáltal negyven település került víz alá.

## Növény és állatvilága
A Szatmári-síkság növény és állatvilága is rendkívül gazdag. Bár a fennmaradt adatok alapján a tájegység több mint felét még a 18. században is erdő borította, azonban ezt a területet – az idők során elvégzett meliorációs munkálatok következtében – sikerült szántóföldi művelésbe fogni.
A Szatmári-síkság azonban máig különlegesen egyedi növény és állatvilággal rendelkezik, amit viszonylagos érintetlenségének, elzártságának is köszönhet.
Természetes eredetű erdőfoltjai ugyan ma már kisebbek, de számos védett növény és állatfaj él még itt ma is. E növényritkaságok és állatfajok védelmére hozták létre 1982-ben a Szatmár-beregi Tájvédelmi Körzetet, amely 110 négyzetkilométernyi terület foglal magába, erdőket, réteket, állóvizeket, s az ott élő ritka, vagy védelemre szoruló növény és állatfajokat.
Ilyen a magosligeti Cserköz-erdő, ahol a kárpáti sáfrány még nagyobb számban fellelhető, vagy a Garbolci-erdő, ahol a ritka kockás liliom, az erdélyi csillagvirág és a réti kardvirág bontja szirmait.
A Ricsei-erdő gyertyános tölgyeseiben nyílik a gyöngyvirág és a tavaszi tőzike, és égeres láperdeiben a békaliliom. A Ricsei-erdőben sok védett madárfaj is otthonra lelt, fészket rak itt például a ritka fekete gólya és a darázsölyv is.
A hajdani tölgyerdők irtványföldein alakult ki a híres Túristvándi közelében fekvő Rókás legelő is, melynek ritkásan megmaradt famatuzsálemei mára már alaposan megfogyatkoztak,  vagy a Garbolci legelő, mely ugyancsak irtáson alakult ki.
A Szatmári-síkság különlegességei közé tartoznak még a kórokozóknak ellenálló ártereken, folyópartokon még fellelhető szatmári „dzsungelgyümölcsösök” is, melyeknek dió, alma, körte és szilvafái máig termést hoznak. Az itt található diófaligetekben terem a milotai és tiszacsécsi dió. Az itt termő "nemtudom-szilva" néven ismert szilva apró kék gyümölcséből a híres szilvalekvár és aszalt szilva mellett a világhírű szatmári szilvapálinkát készítik.

## Tájegységei
- Szamosköz
- Krasznaköz
- Tiszahát
- Túrhát
- Erdőhát
- Szamoshát

## Fontosabb folyói
- Tisza
- Szamos
- Kraszna
- Túr
- Ér

Legnagyobb, legszélesebb folyóvize a Szamos, de ezt nem használják fel a vízenergia kiaknázásának céljából.
Az egyetlen energiát szolgáltató folyóvíz a környéken a Túr, melynek sodrásából a környező települések energiát nyernek, mint például Kányaháza (románul: Călineşti-Oaş). Így jött létre a Kányaházi-tó (lacul Călineşti-Oaş), melyet a Túr táplál. Itt zsilipek segítségével szabályozzák a Túr folyását a tómederbe, s így  bizonyos mennyiségű energiát nyernek. 
A Túr a Szatmári-síkság harmadik leghosszabb, a területen áthaladó folyója, viszont a második a Kraszna, amit ugyancsak nem használnak energiakiaknázási célokra. A negyedik helyen az Ér kullog keskeny folyómedrével és kevés vízhozamával.
A Szatmári-síkságon tavak is vannak, de a legtöbbjük mesterségesen létrehozott, ilyen például a Kányaházi-tó, a Kökényesdi-halastó, az Újberki-tó, a Majtényi-halastavak sokasága. Vízcsatornák kevésbé vannak, ezek is a Túr környékén leginkább.

## Fontosabb települések

### Magyarországon
- Tiszabecs
- Milota
- Szatmárcseke
- Kölcse
- Túristvándi
- Kisar
- Olcsvaapáti
- Fehérgyarmat
- Szamosszeg
- Kocsord
- Mátészalka
- Nagyecsed
- Vállaj
- Tunyogmatolcs
- Ököritófülpös
- Tyukod
- Porcsalma
- Csenger
- Csengersima
- Zajta
- Ura

### Romániában
- Sárköz (Livada)
- Túrterebes (Turulung)
- Halmi (Halmeu)
- Aranyosmeggyes (Mediesu Aurit)
- Szatmárnémeti (Satu Mare)
- Szamosborhíd (Valea Vinului)
- Erdőd (Ardud)
- Krasznabéltek (Beltiug)
- Királydaróc (Craidorot)
- Kaplony (Capleni)
- Nagykároly (Carei)
- Börvely (Berveni)